# Michele Arditi

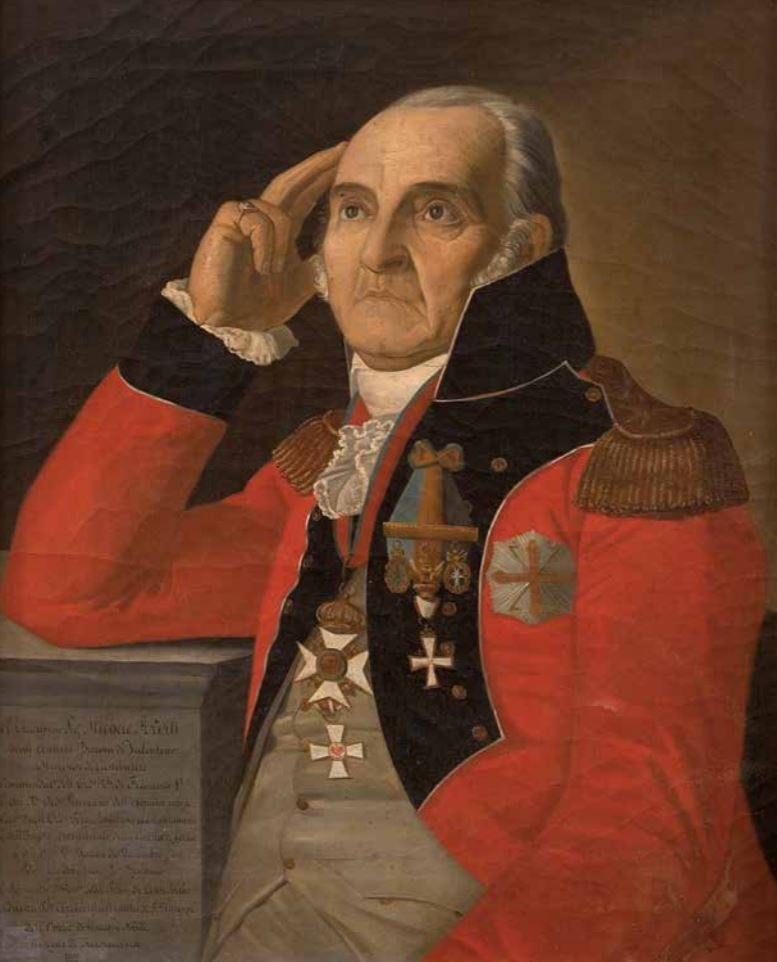
Michele Arditi, Gemälde von Gaetano Forte (1835)

Michele Arditi (* 12. September 1746 in Presicce; † 23. April 1838 in Neapel) war ein italienischer Jurist und Klassischer Archäologe.

## Leben
Arditi studierte an der Universität Neapel Rechtswissenschaft und war danach als Anwalt tätig. 1767 veröffentlichte er eine gelehrte lateinische Abhandlung zum Vormundschaftsrecht. Daneben behandelte er Feudalrecht und lokale Streitigkeiten, wobei er die praktische forensische Erfahrung mit der Rechtslehre zu verbinden suchte. Mit Giacomo Martorelli, dem ersten Ausgräber Pompejis, war Arditi befreundet. 1787 wurde Arditi Mitglied der Accademia Ercolanense und lieferte fortan zahlreiche Beiträge zur Beschreibung von Fundstücken aus Herculaneum, vor allem zu Band 8 der Antichità di Ercolano. Nach dem Verzicht seines Bruders erhielt er den Titel eines marchese, was der König 1797 bestätigte.
Nach einem Zwischenspiel, in dem Antoine Christophe Saliceti und Pietro La Vega Grabungsleiter in Pompeji waren, folgte 1807 Michele Arditi auf Francesco La Vega. Er erstellte im Auftrag der bourbonischen Herrscher des Königreichs Neapel einen großangelegten Plan zur Erschließung der archäologischen Stätte von Pompeji. Auf seine Initiative hin wurden die Eigentümer des Landes, unter dem sich die Ruinenstätte verbarg, ausbezahlt oder enteignet, so dass das komplette Stadtgebiet zur Ergrabung frei war. Mit dem Versuch, die Stadtmauern zu finden und komplett auszugraben, erfolgten die ersten zielgerichteten Forschungen in der antiken Stadt. Arditi führte heute so selbstverständliche Dinge ein wie den Abtransport des Abraumes zu einem Platz außerhalb des Grabungsgeländes oder den Beginn der Grabung an zwei Punkten, die sich dann zielgerichtet aufeinander zubewegen und schließlich aufeinandertreffen.
Dank der Pompeji-Begeisterung der Franzosen, vor allem der Königin Caroline Bonaparte, der Gattin von Joachim Murat, konnte nun erstmals in großem Stil gegraben werden. Zeitweise konnte Arditi über bis zu 700 Arbeiter verfügen. In dieser Zeit wurden beispielsweise das Haus des Sallust, das Herculaner Tor und Teile des Forums, etwa der Fortuna Augusta-Tempel, freigelegt. Nachdem die Herrscher von Napoleons Gnaden 1815 Neapel wieder verlassen mussten, kam das Projekt nach einiger Zeit fast zum Erliegen, da die neuen alten Herrscher Neapels aus dem Haus Bourbon-Sizilien kein großes Interesse an den Ausgrabungen und noch weniger Geld dafür hatten. Nur dem Fleiß und Einsatz von Michele Arditi und seiner Nachfolger Francesco Maria Avellino und Domenico Spinelli war es zu verdanken, dass 1863 Giuseppe Fiorelli mit seinen bahnbrechenden Ausgrabungen beginnen konnte.
1807 wurde Michele Arditi von Joseph Bonaparte zum Direktor des Nationalmuseums in Neapel und zum Superintendenten der archäologischen Ausgrabungen ernannt, im April 1817 wurde er von König Ferdinand I. in diesen Ämtern bestätigt und zugleich zum Generaldirektor für die literarischen, antiquarischen und Kunstsammlungen ernannt. Zahlreiche Objekte aus seinem Besitz stiftete er den Sammlungen, denen er vorstand. Arditi gehörte zu den humanistisch gebildeten Universalgelehrten des Settecento, mit vielen von ihnen stand er in regelmäßigem Briefkontakt, unter anderen mit Gaetano Marini, Stefano Borgia, Giovanni Battista Tommasi oder Ennio Quirino Visconti.
Auch als Komponist hat Arditi sich betätigt. Sein 1767 geschriebenes Oratorium Gioas re di Giuda wurde erneut 2012 beim Festival „La voce degli Angeli“ in Presicce aufgeführt.
Michele Arditi wurde in der Kirche San Ferdinando in Neapel begraben.

## Schriften (Auswahl)
- Illustrazione di un antico verso trovato nelle ruine di Locri (1791)
- Il porto di Miseno (1808)
- L'Ermatena ossia la impronta da darsi al gettone della regal societa (1816)
- La legge Petronia illustrata col mezzo di un' antica inscrizione rinvenuta nell'Anfiteatro di Pompei (1817)
- Ulisse che giunto nella sicilia di studia d'imbriacar Polifemo (1817)
- La Epifania degli dei appo gli antichi (1819)
- Il Fascino, e l'amuleto contro del fascino presso gli antichi (1825)